# Gerard Van Durme
Gerard Van Durme (Eksaarde, 8 december 1904 - Sint-Niklaas, 18 maart 1998) was een Belgisch organist, componist, dirigent en koorleider.

## Levensloop
Gerard was een zoon van Prudent Van Durme. Hij doorliep enerzijds de humaniora en het seminarie die hem in 1930 leidden tot het priesterschap. Anderzijds deed hij muziekstudies, in de traditie van de familie Van Durme.
Na zijn eerste lessen te hebben gekregen van zijn vader, studeerde hij aan het Lemmensinstituut en werd er in 1933 gediplomeerd. Hij was ondertussen al tot muziekleraar benoemd aan de normaalschool en aan het kleinseminarie in Sint-Niklaas. Hij stichtte er in 1931 het knapenkoor In dulci jubilo.
In 1943 werd hij dirigent van de Schola Cantorum aan de Sint-Baafskathedraal in Gent en tevens professor kerkmuziek aan het grootseminarie. Van 1946 tot 1978 was hij secretaris van het bisdom en kapelmeester van de kathedraal. Hij was lid van de bisschoppelijke orgelcommissie en van de diocesane kostersraad.
Als dirigent in de kathedraal kreeg hij naam dankzij de vele werken van grote componisten die hij succesvol dirigeerde. Onder zijn directie werden missen en motetten gezongen van Johann Sebastian Bach, Palestrina, Lassus, Jacob Obrecht, Josquin des Prez. Hij behaalde ook successen met de uitvoering van werk van hedendaagse componisten zoals Jules Van Nuffel, Marinus De Jong, Arthur Meulemans, Staf Nees en Robert Herberigs.

## Componist
In overeenstemming met de familiale traditie, componeerde Gerard Van Durme of bewerkte hij bestaande muziek.
Hij componeerde kerkmuziek in de volkstaal en deed dit tot aan zijn negentigste levensjaar.